# اللعب بالجنود
اللعب بالجنود هي رواية قصيرة للكاتب طارق عسراوي، صدرت عن دار تكوين بالكويت وعن دار طباق في رام الله عام 2024. تقع في 110 صفحة. صنفت الرواية من أفضل 10 روايات عام 2024.

## عن الرواية
تدور أحداث الرواية في ثمانينيات القرن الماضي والحياة الفلسطينية آنذاك، أثناء انتفاضة الحجارة. كما يعرج عسراوي إلى ذاكرة الطفولة والمراهقة كنوع من النوستالجيا وكاستدعاء جمالي لما كان يحدث في تلك المرحلة. تبدأ أحداث الرواية حول مجموعة من الأولاد المفعمين بالشقاوة والفضول، محاولين أن تكون حياتهم طبيعية، لكن دوريات الاحتلال وحواجزهم تأبى إلا أن تكسرها. ففي أحد الأيام، اتّفق صبيّان من حارات جنين على وضع كيس به جهاز راديو تالف في طريق دوريّات جيش الاحتلال، وأن يمدّا منه سلكًا إلى جانب الشارع، ليبدو مثل جسمٍ مشبوه قادر على إرباك الجنود، وإثارة هلعهم؛ «وهيك بنلعب فيهم»، قال زياد، ففي تلك الحارة يلعب الأولاد ألعابًا جماعية كثيرة، ككرة القدم، وطابة وسبع حجار، إلا أنَّ لعبتهم الأثيرة دائمًا هي اللعب بجنود الاحتلال. كما يتلصص الأولاد على نافذة امرأة فاتنة سكنت حديثًا فـي الحارة مع ابنتها الصغيرة بمساعدة غامضة من والد أحد هؤلاء الأشقياء، لكنهم يشاهدون هناك ما يخجلهم من أنفسهم ويربك مشاعرهم، ثمة مقاتل مطارد يبدو أنه زوج هذه المرأة يزورها خفـية، يتعرض الأولاد للتعنيف من قبل الآباء الذين هم رفاق هذا المقاتل المطارد من قبل الاحتلال، لكنهم يحفظون السر، فـي عادة بطولية مبكرة يتمتع بها صبيان جنين.

## زمان ومكان الرواية
يمتد زمن الرواية في الانتفاضة الأولى، من عام 1987 حتى عام 1993 ويمتد إلى ما بعد أوسلو، وتدور الأحداث في حارات جنين، المدينة التي عذبت وحيرت الاحتلال وما زالت تفعل. أما شخصيات الرواية فهي: (زياد، تميم، جميل، أيمن، أبو زياد، وأبو تميم ،ابتهال، والمفـيد) .

## دلالة العنوان
في العنوان فلسفة وإحالة تستهدف لعبة العقل والحياة والموت والإزاحة والطرد، فبتحريك العناصر، يتجدّد المعنى، وتتغير الوجهات والرغبات، ويتم انتزاع الشغف بذلك أيضًا. تلك حيلة صانع الشطرنج، وفي حبكة الرواية تغيب نقط الالتقاء، التي يصل الجميع إليها، لكن كانت لكل شخصية نقطة وصول مختلفة، نظرًا لاختلاف وجهات الشخصيات واختلاف أعمارهم. أما ثيمة الغموض فارتبطت بشخصية ابتهال، الثلاثينية الموظفة في وكالة الغوث، التي عاشت في القرية هي وابنتها، ولاحق الصغار شباك غرفتها.